# Hemerobius parvulus
Hemerobius parvulus là một loài côn trùng trong họ Hemerobiidae thuộc bộ Neuroptera. Loài này được Rambur miêu tả năm 1842.